# Памятник Льву Толстому (Москва, Пречистенка)
Памятник Льву Толстому установлен в Москве во дворе Государственного музея Л. Н. Толстого (ул. Пречистенка, д. 11). Гранитная скульптура изготовлена в 1913 году скульптором С. Д. Меркуровым. На нынешнем месте стоит с 1972 года.

## История

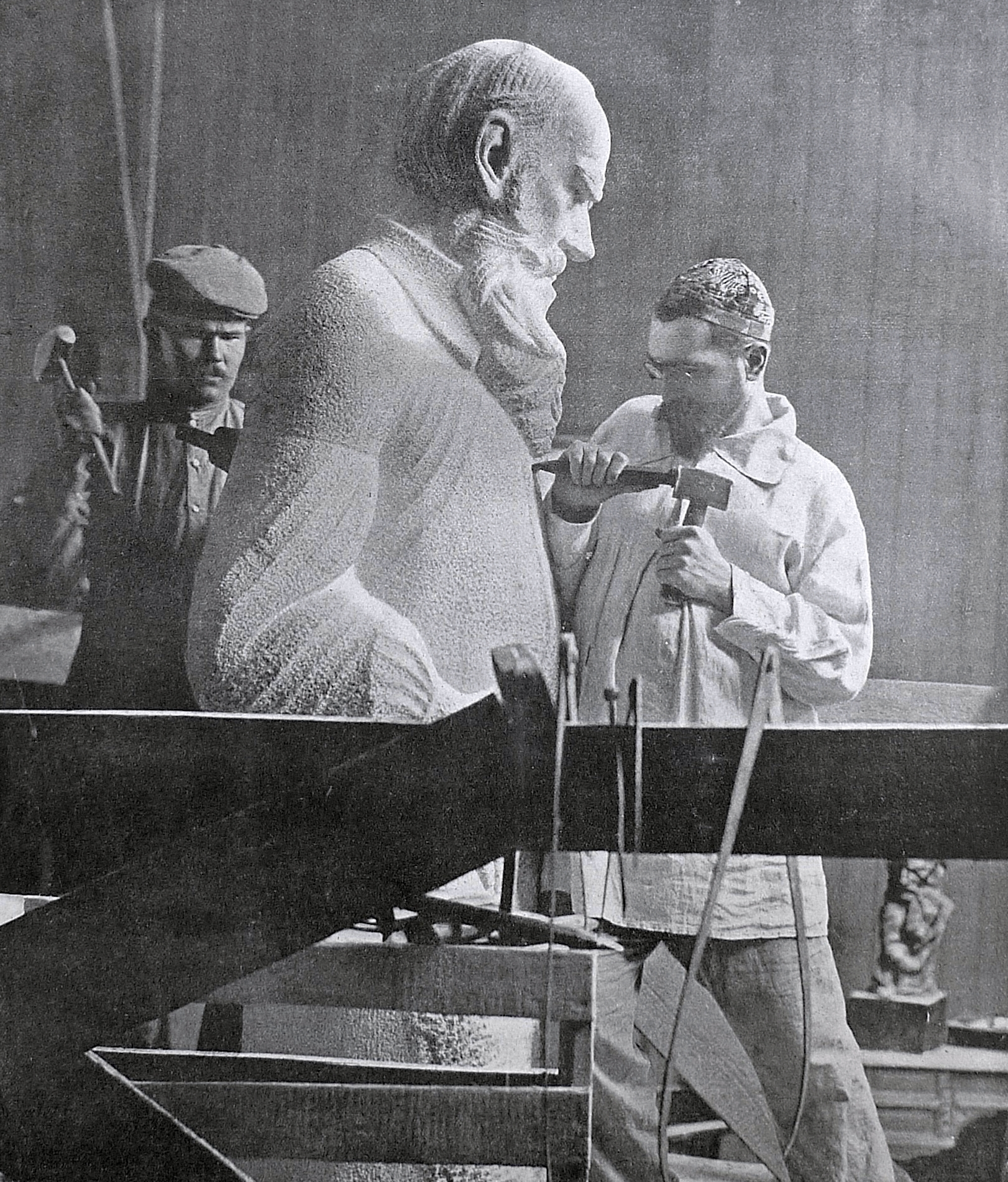
С. Д. Меркуров заканчивает работу над статуей Л. Н. Толстого. 1913 г.

В ноябре 1910 года скульптор С. Д. Меркуров снял посмертную маску с лица Льва Николаевича Толстого. После этого он занялся созданием памятника писателю, который заказал у него московский меценат Н. А. Шахов. В 1913 году скульптура, высеченная из финляндского гранита, была готова. По первоначальной задумке, памятник предполагалось установить на Миусской площади напротив здания частного университета А. Л. Шанявского. Однако черносотенная организация «Союз русского народа» пригрозила взорвать памятник отлучённому от церкви писателю, постольку он должен был стоять на виду у строившегося Александро-Невского собора. В итоге Московская городская дума не дала добро на установку памятника, и скульптура осталась в мастерской Меркурова (Цветной бульвар, дом 10).
О скульптуре вспомнили в годы советской власти, и в 1928 году памятник был установлен в сквере Девичьего Поля в рамках ленинского плана монументальной пропаганды. В 1972 году его заменили на более монументальный памятник работы скульптора А. М. Портянко, а скульптуру С. Д. Меркурова переместили на нынешнее место — к музею Л. Н. Толстого.
Кроме этих двух, в Москве существует и третий памятник Л. Н. Толстому — перед так называемым «Домом Ростовых» на Поварской.

## Описание
Памятник достаточно обобщён в своих формах, что характерно для дореволюционных работ Меркурова. Фигура писателя как будто вырастает из куска красного крупнозернистого гранита. Его голова слегка наклонена. Одет писатель в широкую блузу, руки заткнуты за пояс.